# Théophile Tamayo
Pour les articles homonymes, voir Tamayo.
Antoine Tamayo, alias Théophile, écrivain, diseur, poète est né le 24 décembre 1943 à Bad Dürrenberg (Allemagne de l'est). Il est mort le 4 mai 1998 à Seauve (Arfeuille-Châtain) en Creuse.

## Biographie
Né le 24 décembre 1943 à Bad Durremberg, (Allemagne de l’Est), dans un camp de travail où son père Emmanuel Tamayo (républicain espagnol) et sa mère Maria Pritika (ukrainienne) étaient internés. À la fin de la guerre, ses parents s’installent en France dans la banlieue lyonnaise où Théophile passera son enfance et son adolescence. Il montera ensuite à Paris. Il est décédé le 4 mai 1998 à Seauve (Arfeuille-Châtain) en Creuse.   
Théophile, auteur, diseur, poète, « chansonnier freak de l’amer et du marginalisme », dans la tradition des grands diseurs populaires, « poésie vitriole, des mots-poings dans la gueule de la tranquillité, de l’escroquerie, de la normalité et de la violence»
Théophile commence par dire ses poèmes aux terrasses des cafés, puis participe à des expériences collectives comme La Petite Truanderie. Il se produit ensuite dans des cabarets (La Scala, San Piero Corso, Le Pétrin…), MJC, festivals (Avignon…), maisons de la culture, théâtres,  fêtes pop,  dans les facs …
Avec sa voix singulière qu’il module, sa longue silhouette et son maquillage outrancier, il crée sur scène un personnage déroutant, provoquant et attachant. Ses principaux spectacles (des monologues) porteront des titres évocateurs : Tramille, Pavail, Fatrie… Les dits de l’Anarchronique, La vie est un jingle…
Ses textes parlent de la vie quotidienne, du mal de vivre, des tabous, de tout ce qui le révolte, de la politique, de la société…. Théophile raconte des histoires qui s’enchevêtrent comme des poupées russes, son écriture emploie un langage quotidien, parfois  argotique, parfois précieux et poétique, comprend des envolées lyriques…  Théophile triture les mots ou les invente…
À son actif, des livres, pièces de théâtre, textes de chansons…Ces textes seront mis en musique par différents chanteurs ou susciteront des collaborations avec des artistes peintres. Il participe à des revues dont  Fluide Glacial. La vie est un jingle (disque de textes) recevra le grand prix de l’humour noir en 1984.
En lien avec sa pratique artistique et les rencontres qu’elle a suscitées, il a souhaité promouvoir la création contemporaine sous toutes ses formes et animer un réseau d’artistes et d’amoureux de la culture, Dans cet esprit, il créera en 1978 le CRAC (Centre de Recherche Artistique et Culturelle), lancera la revue la Grappe en 1979, assurera la programmation du  Festival du Verbe et de la Création (poésie, chanson, arts plastiques, théâtre …), d'expositions d'art contemporain pendant dix ans. Il animera Les Chroniques de l’Ozone sur Radio Libertaire, émission qu’il a créée et pour laquelle il écrira une chronique chaque semaine. Celles-ci seront reprises dans La lettre de Théophile (revue d’humeur qui reprenait une partie de ses émissions complétées de critiques de livres et de réflexions sur des événements sociaux ou politiques).
Fin 1993, il s’installe avec sa femme à Arfeuille-Châtain en Creuse. Il écrit d’En Creuse. Un texte poétique qu’il enregistrera dans son dernier CD Mégots d’Amour.
Michel Ragon le présente dans son Dictionnaire de l’anarchie (Albin Michel/2008).

## Œuvres
Tramille Pavail Patrie, 1974
God save the hot dog (distribué par Alternative), 1978
Cocorico..couac chansons avortées (Impression des Gueux),1979
Elephantophobie, textes de Théophile, dessins de Coustalat  (Théâtre bavard/Théâtre des Marmousets), 1980
Le rose et le noir, textes de Théophile, gravures d'Attali
Il y a partout des journées de chiens écrasés qui te font l’amour.(CRAC)
Petite nouvelles du front qui plisse mais ne se rompt pas : textes de Théophile  (recueil de chroniques parues  dans des journaux, fanzines ou lues dans des radios),  dessins de Andreï Balandine (caricaturiste de l’Oural), (CRAC), 1992, anarlivres.

## Théâtre
- De la partie supérieure d’un alambic, Impression des Gueux.

## Discographie
- Théophile en public, enregistrement public, 45 tours.
- Antonio Tamayo alias Théophile, La vie est un jingle, enregistrement public de son spectacle (Grand prix de l’humour noir du disque), 1984, 33 tours.
- Cri-ratures, Théophile mis en musiques et chanté  par Gilles Servat, Claude Antonini, Jacques Barthès, Gemène, Gilles Elbaz, Amandine et Théophile, Crac, 33 tours.
- Mégots d’amour  mis en musique et chantés par Gémène, CD.